# Сульфат никеля

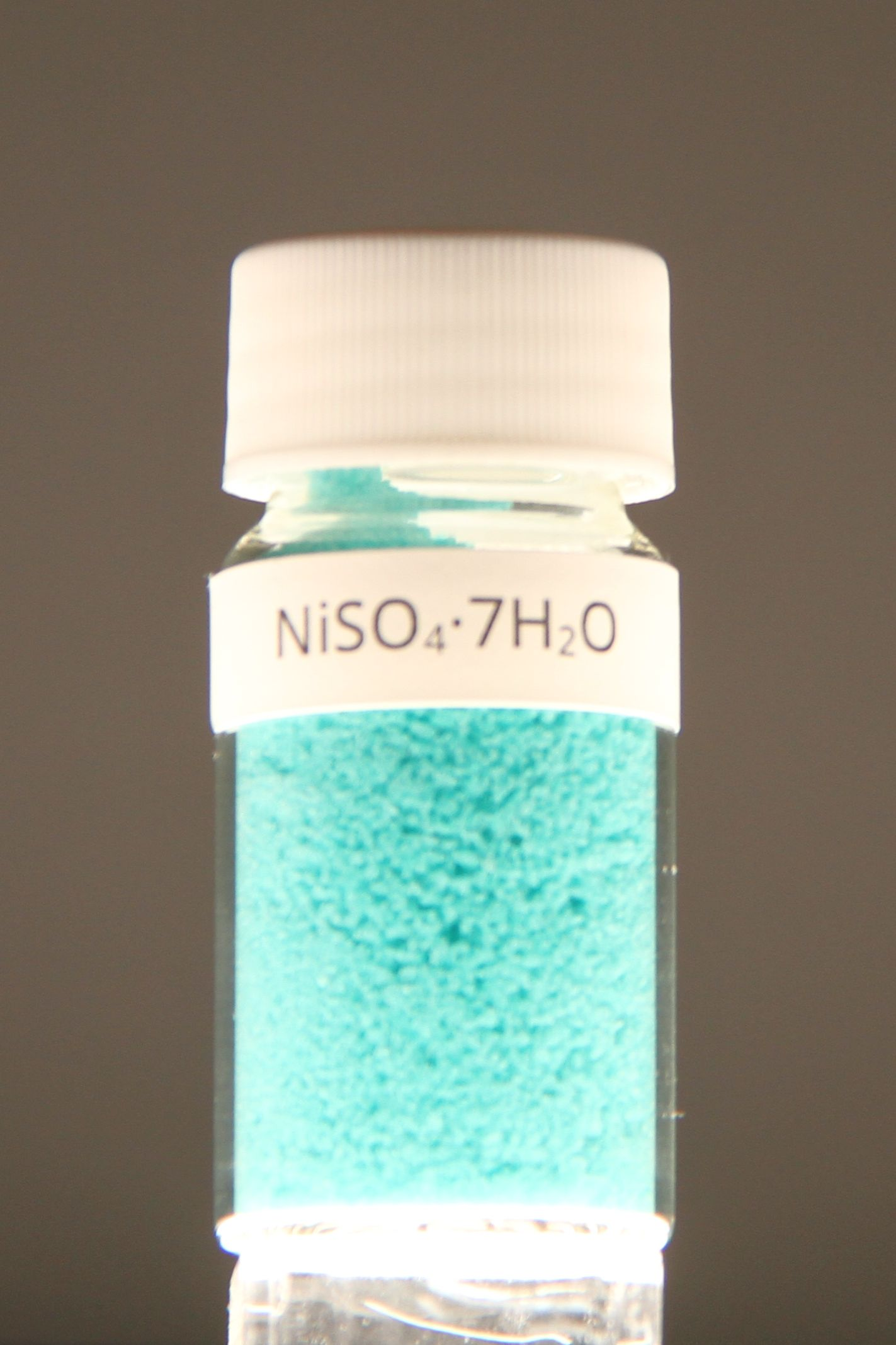
Сульфат никеля гептагидрат

Сульфат никеля(II), никелевый купорос, никель сернокислый NiSO4 — соль серной кислоты и двухвалентного никеля. При стоянии на влажном воздухе, а также при кристаллизации из водных растворов образуются кристаллогидраты с различным числом координированных молекул воды.
В химии никелевым купоросом называют кристаллогидрат сульфата никеля(II) NiSO4 · 7H2О представляющий кристаллы изумрудно-зелёного цвета. Применяется в производстве аккумуляторов, в фунгицидных смесях, для изготовления катализаторов, в жировой и парфюмерной промышленности. Получается растворением Ni в H2SO4
{\displaystyle {\mathsf {Ni+H_{2}SO_{4}\rightarrow NiSO_{4}+H_{2}\uparrow }}}
И из растворов электролитов рафинирования меди; из сульфатных растворов — отходов производства кобальта.

## Физические свойства
Безводный сульфат никеля представляет собой бело-желтые кристаллы, очень гигроскопичные и хорошо растворимые в воде; плотность 3,68; при 840° разлагается, теряя SО3; растворимость в воде 38,3 г/100 г (20). Легко образует двойные соли типа M(NiSО4)2 · 6H2O. Связывается с белками бычьей крови в количестве 12 мкмоль на 1 моль белка.
Гептагидрат NiSO4 · 7H2O — зеленые кристаллы с плотностью: 1,948; при 31,5° и растворимостью в воде 101 г/100 г (20).

## Химические свойства
При нагревании до 280 °C теряет кристаллизационную воду:
{\displaystyle {\mathsf {NiSO_{4}\cdot 7H_{2}O\rightarrow NiSO_{4}+7H_{2}O}}}
Разлагается после 700 °С:
{\displaystyle {\mathsf {NiSO_{4}\rightarrow NiO+SO_{3}}}}
С разбавленной щёлочью образует осадок основной соли:
{\displaystyle {\mathsf {2NiSO_{4}+2NaOH\rightarrow (NiOH)_{2}SO_{4}+Na_{2}SO_{4}}}}
C концентрированной — гидроксид:
{\displaystyle {\mathsf {NiSO_{4}+2NaOH\rightarrow Ni(OH)_{2}+Na_{2}SO_{4}}}}
Природный аналог — минерал моренозит.

## Физиологическое действие
Как и многие другие соединения никеля(II), его сульфат является высокотоксичной, канцерогенной, мутагенной солью. Раздражитель, аллерген. Смертельная доза (ЛД50) — 32-122 мг/кг.
ПДК в воздухе рабочей зоны 0,005 мг/м³ (по никелю). Класс опасности — 1 (чрезвычайно опасно) (по ГОСТ 12.1.007-76).